# Velîka Kujeleva, Dunaiivți
Velîka Kujeleva (în ucraineană Велика Кужелева) este o comună în raionul Dunaiivți, regiunea Hmelnîțkîi, Ucraina, formată numai din satul de reședință.

## Demografie
Componența lingvistică a comunei Velîka Kujeleva
     Ucraineană (98,6%)
     Rusă (1,15%)
Conform recensământului din 2001, majoritatea populației comunei Velîka Kujeleva era vorbitoare de ucraineană (98,6%), existând în minoritate și vorbitori de rusă (1,15%).